# Rolf Turkka
Pour les articles homonymes, voir Turkka.
Rolf Fredrik Turkka, surnommé Rolle, né le 30 août 1915 à Lahti en Päijät-Häme en Finlande et mort le 29 novembre 1989 à Espoo en Uusimaa en Finlande, est un skipper et un véliplanchiste finlandais

## Palmarès

### Jeux olympiques
- 9e en 6 Metre en 1948.
- Médaille de bronze en 6 Metre en 1952 (avec Ernst Westerlund, Paul Sjöberg, Ragnar Jansson et Adolf Konto).